# Bisolfito di potassio
Il bisolfito di potassio, o idrogenosolfito di potassio, è un composto chimico inorganico con formula KHSO3. Rappresenta il sale di potassio dello ione bisolfito. A temperatura ambiente si presenta come una polvere bianca che emana odore acre di anidride solforosa. Solubile in acqua ed insolubile in alcool.

## Proprietà chimiche
È un composto instabile: nell'aria reagisce facilmente con l'ossigeno per formare solfato di potassio. È un debole agente riducente, come l'anidride solforosa, i solfiti e qualsiasi composto che abbia lo zolfo in stato di ossidazione +4. Ha un'elevata solubilità in acqua, formando una soluzione chiara e trasparente.

## Produzione
Il bisolfito di potassio viene solitamente preparato facendo reagire biossido di zolfo con una soluzione contenente idrossido di potassio, nella seguente reazione:
{\displaystyle \mathrm {SO_{2}+KOH\rightarrow KHSO_{3}} }

## Applicazioni

### Uso come additivo
Il bisolfito di potassio trova impiego come additivo alimentare nell'industria alimentare, sotto la denominazione E228. È adoperato come agente sterilizzante nella produzione di vino e bevande alcooliche, nella concentrazione massima di 1 g/l. Può essere anche aggiunto alle conserve di frutta come antiossidante e conservante. Inoltre, il bisolfito di potassio viene a volte immesso in una varietà di altri alimenti come l'amido, il sago, l'orzo perlato, i derivati delle patate, i legumi e la frutta secca, le noci, la carne e il pesce.

#### Effetti collaterali
La sua DGA è di 0,7 mg per kg di peso corporeo. Al di sotto di tale dose, non sembra presentare effetti negativi sulla salute, essendo trasformato in solfato dal fegato ed escreto nell'urina dopo l'assunzione. Un eccessivo consumo di bisolfito di potassio può portare mal di testa, emicrania e nausea, e degradare acido folico e vitamine del gruppo B.

### Altri utilizzi
Nell'industria chimica viene talvolta sfruttato come riducente. In fotografia viene spesso adoperato come agente legante.
in tessitura viene usato nel candeggio dei tessuti di lana, e nella stampa per la preparazione di riserve bianche sotto placcaggio di combinazioni naftoliche.